# 龍造寺町
龍造寺町（りゅうぞうじちょう）は、大阪府大阪市中央区の町名。丁番を持たない単独町名である。

## 地理
大阪市中央区の中央部に位置。北は内久宝寺町、南は安堂寺町、東は上町、西は谷町五丁目にそれぞれ接する。
当地は織田作之助原作の映画『夫婦善哉』のロケ地として知られる。

## 歴史
5世紀に難波津が設けられた頃は上町台地北部は物流の拠点となり、 当地も鍛冶、ガラス小玉生産、須恵器生産など、重要な手工業生産の場であった。

### 地名の由来
かつて戦国時代の大名である龍造寺政家の屋敷があったとされることに由来する。

## 世帯数と人口
2019年（平成31年）3月31日現在の世帯数と人口は以下の通りである。
| 町丁     | 世帯数  | 人口  |
| -------- | ------- | ----- |
| 龍造寺町 | 346世帯 | 671人 |

### 人口の変遷
国勢調査による人口の推移。
| 1995年（平成7年）  | 395人 | [ 6 ]  |  |
| 2000年（平成12年） | 398人 | [ 7 ]  |  |
| 2005年（平成17年） | 405人 | [ 8 ]  |  |
| 2010年（平成22年） | 427人 | [ 9 ]  |  |
| 2015年（平成27年） | 678人 | [ 10 ] |  |

### 世帯数の変遷
国勢調査による世帯数の推移。
| 1995年（平成7年）  | 161世帯 | [ 6 ]  |  |
| 2000年（平成12年） | 172世帯 | [ 7 ]  |  |
| 2005年（平成17年） | 198世帯 | [ 8 ]  |  |
| 2010年（平成22年） | 238世帯 | [ 9 ]  |  |
| 2015年（平成27年） | 374世帯 | [ 10 ] |  |

## 事業所
2016年（平成28年）現在の経済センサス調査による事業所数と従業員数は以下の通りである。
| 町丁     | 事業所数 | 従業員数 |
| -------- | -------- | -------- |
| 龍造寺町 | 16事業所 | 245人    |

## 施設
- 西川家長屋 - 国の登録有形文化財
- SANYO-CYP
- 石川特殊特急製本

## 交通

### 鉄道
- 最寄り駅はOsaka Metroの谷町六丁目駅。

## その他

### 日本郵便
- 〒540-0014[3]（集配局：大阪東郵便局[12]）